# 広島市立河内小学校
広島市立河内小学校（ひろしましりつこうちしょうがっこう）は、広島県広島市佐伯区五日市町上河内にある公立小学校。

## 概要
広島市西部、佐伯区五日市地区北部に位置する小学校。児童数は145名（2011年4月現在）。

## 沿革

### 経緯
1873年に誠舎として創立。光乗寺（上河内643番地）を仮校舎とした。1875年には中郷、下河内、野登呂の各地区に仮校舎を設置し、1879年にこれらの仮校舎を合併させた上で上河内小学校と改称。1891年に河内尋常小学校、1910年に高等科を併設し河内尋常高等小学校と改称。1941年、国民学校令により河内国民学校と改称し、戦後、1947年の学制改革により河内村立河内小学校となった。1955年に佐伯郡河内村が町村合併により五日市町となったことで五日市町立河内小学校と改称。1985年に五日市町が広島市に合併したことにより広島市立河内小学校と改称した。その後、団地の開発による児童の増加から、1990年に広島市立藤の木小学校を、1994年に広島市立彩が丘小学校を分離している。

### 年表
- 1873年（明治6年） - 誠舎として創立。光乗寺を仮校舎とする。
- 1875年（明治8年） - 中郷、下河内、野登呂に仮校舎を置く。
- 1879年（明治12年） - 3つの仮校舎を合併、上河内小学校に改称
- 1891年（明治24年） - 河内尋常小学校に改称
- 1910年（明治43年） - 高等科を併設、河内尋常高等小学校に改称
- 1941年（昭和16年） - 河内国民学校に改称
- 1947年（昭和22年） - 河内村立河内小学校に改称
- 1951年（昭和26年） - 講堂完成、落成式挙行
- 1953年（昭和28年） - 校章制定
- 1955年（昭和30年） - 五日市町立河内小学校に改称
- 1959年（昭和34年） - 創立80周年記念式典
- 1966年（昭和41年） - プール完成
- 1968年（昭和43年） - 南校舎完成
- 1972年（昭和47年） - 校旗制定
- 1980年（昭和55年） - 四階建校舎、体育館完成。創立100周年記念式典
- 1984年（昭和59年） - プール新設
- 1985年（昭和60年）3月20日 - 広島市との合併により、広島市立河内小学校に改称
- 1990年（平成2年） - 広島市立藤の木小学校を分離開校
- 1992年（平成4年） - 児童増加による教室の不足のためプレハブ教室（4教室）を設置
- 1994年（平成6年） - 広島市立彩が丘小学校を分離開校
- 2000年（平成12年） - 創立120周年記念式典
- 2003年（平成15年） - プレハブ校舎を撤去

## 学校行事
| - 4月 - 始業式、入学式 - 5月 - 遠足、運動会 - 6月 | - 7月 - 三和中学校との交流学習 - 8月 - 9月 - 自転車教室（3年生）、校外学習（3年生）、修学旅行 | - 10月 - 前期終業式、後期始業式 - 11月 - 学習発表会 - 12月 | - 1月 - 2月 - 3月 - 卒業式、修了式 |

## 校区
- 広島市立三和中学校の校区[2]
  - 五日市町大字上小深川（藤の木学区分を除く）、五日市町大字下小深川、五日市町大字上河内、 五日市町大字下河内

## 学区内の主な施設
- 広島市立河内保育園
- 五日市河内郵便局
- 広島西警察署河内駐在所
- 魚切ダム

## アクセス
- JR西日本山陽本線 五日市駅下車
- 広島電鉄宮島線 楽々園駅下車
- 広電バス 「河内農協」停留所下車、徒歩5分